# Zöldes álcincér
A zöldes álcincér (Oedemera virescens) az álcincérfélék családjába tartozó, Eurázsiában honos, virágok pollenjével és nektárjával táplálkozó bogárfaj.

## Megjelenése
A zöldes álcincér testhossza 6,5-11 mm. Teste és lábai egyaránt tompazöld, halványzöld vagy kékeszöld színűek, többnyire fémes fénnyel. Felső oldala finoman szőrözött. Szemei domborúan kiállók, feje előreálló, a hímek esetében középen kissé benyomott lehet. Csápjai 11-ízűek, a második íz rövid, a többi hosszú és vékony. Az előhát nagyjából négyzetes.  A szárnyfedők a lekerekített vállaknál a legszélesebbek, hosszúak és keskenyek, végük külön-külön lekerekített és közülük kilátszik a barna szárny. Lábaik hosszúak és karcsúak; a hímek hátsó lábainak "combja" jól láthatóan (a középső lábhoz képest legalább kétszeresen) megvastagodott. 

### Hasonló fajok
- A valamivel kisebb és karcsúbb mezei álcincér hasonlít hozzá, annak hímjeink azonban nincs megvastagodott hátsó lába.

## Elterjedése
Eurázsiában honos Spanyolországtól egészen Japánig. Európában általánosan elterjedt, a magashegyek kivételével gyakori faj.

## Életmódja
Elsősorban sűrű, magas növényzetű réteken, bozótosokban él, de előfordul útszéleken, vasúti töltések mentén, parkokban is. 
A kifejlett álcincérek márciustól augusztusig aktívak. Elsősorban fészkes- és ernyősvirágzatú növények virágain fogyasztják a pollent és a nektárt. Szaporodásukra májustól júliusig kerül sor. A nőstények különféle lágyszárúak (többek között aggófű-, sisakvirág-, gyékény-, sédkender-fajok) szárára rakják petéiket. A lárvák befúrják magukat a szárba, annak anyagaival táplálkoznak és levándorolnak a gyökérzetbe. Itt telelnek át, majd a következő évben február-márciusban bebábozódnak és tavasszal kikelnek az imágók. 

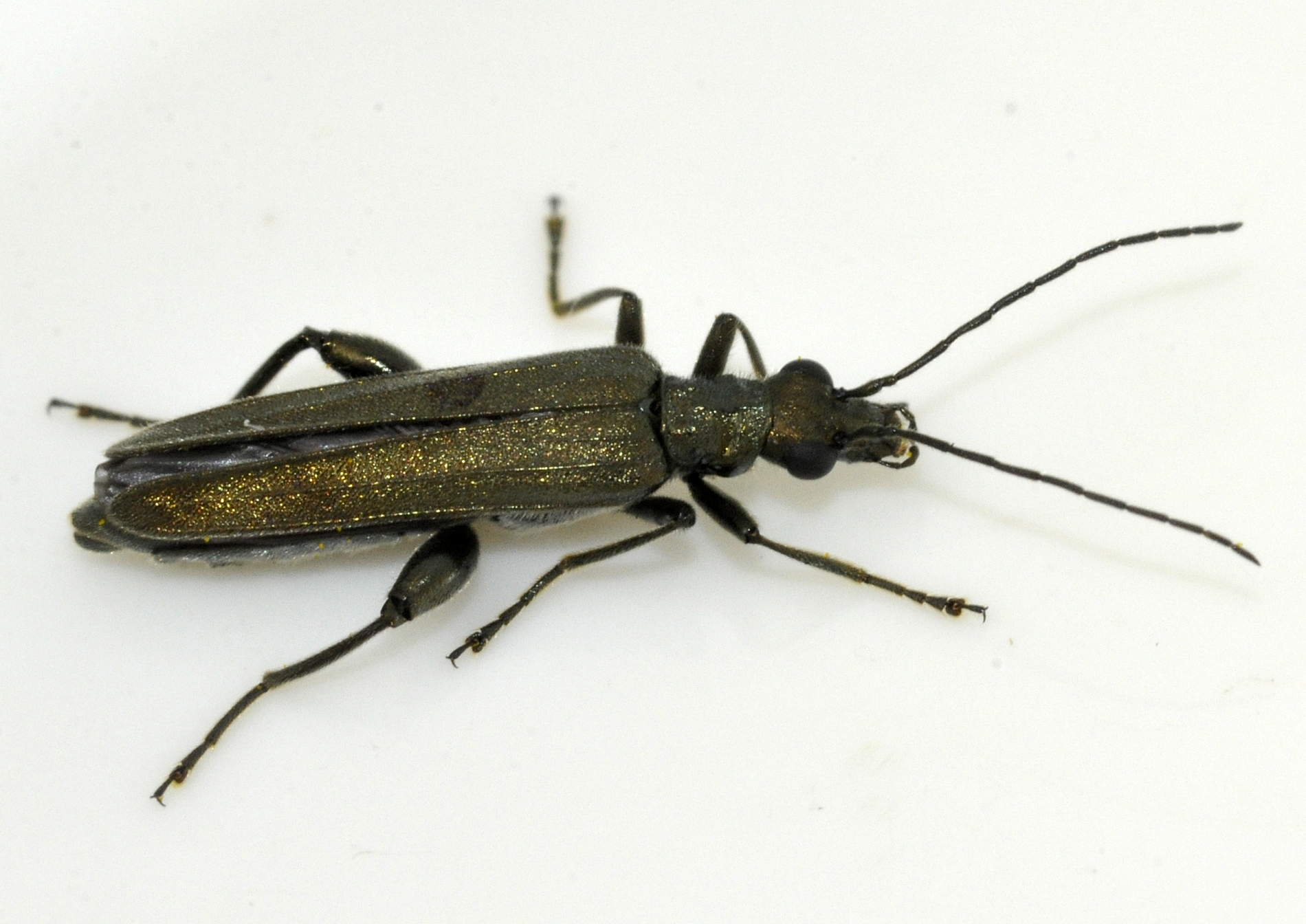
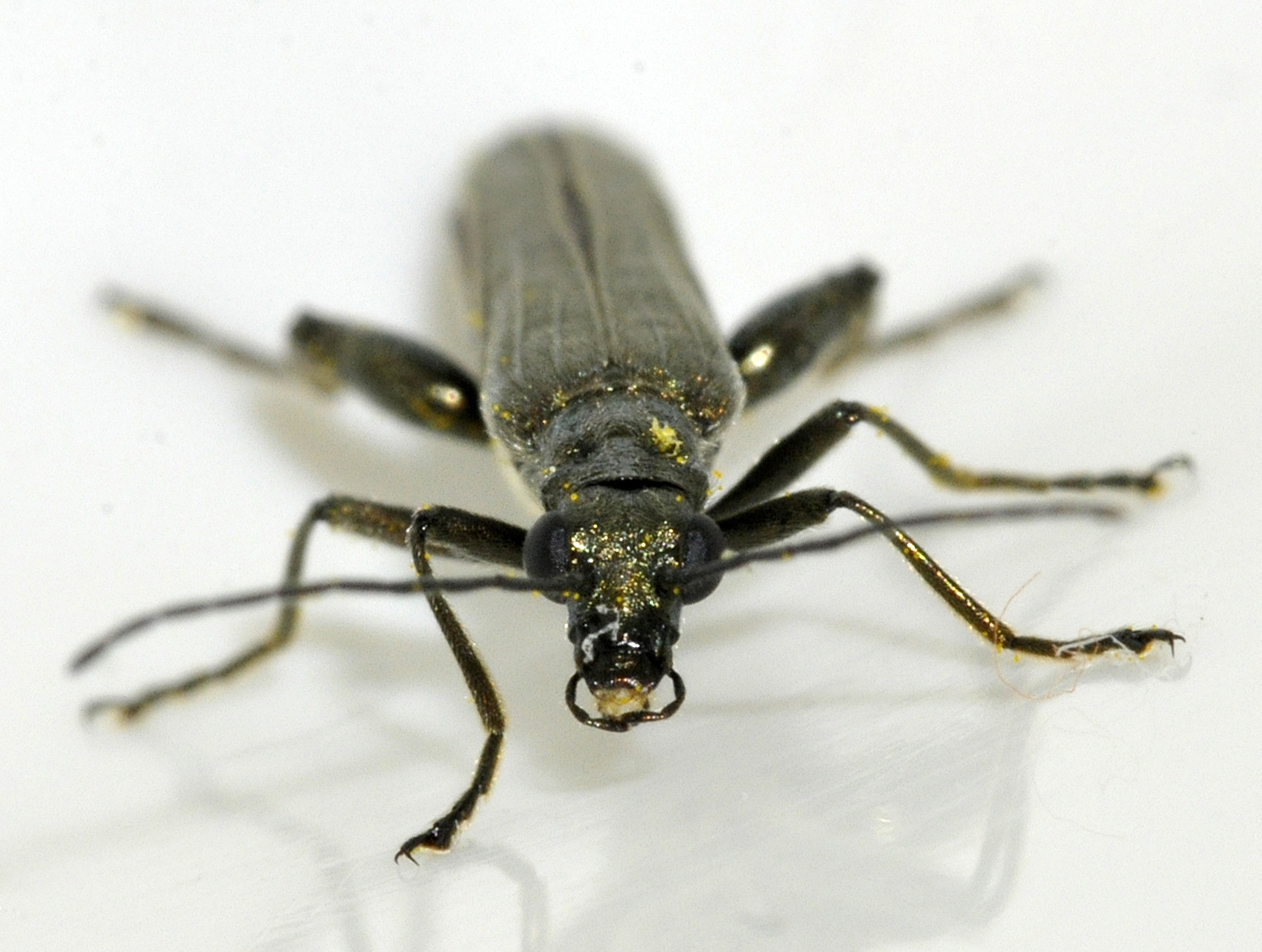
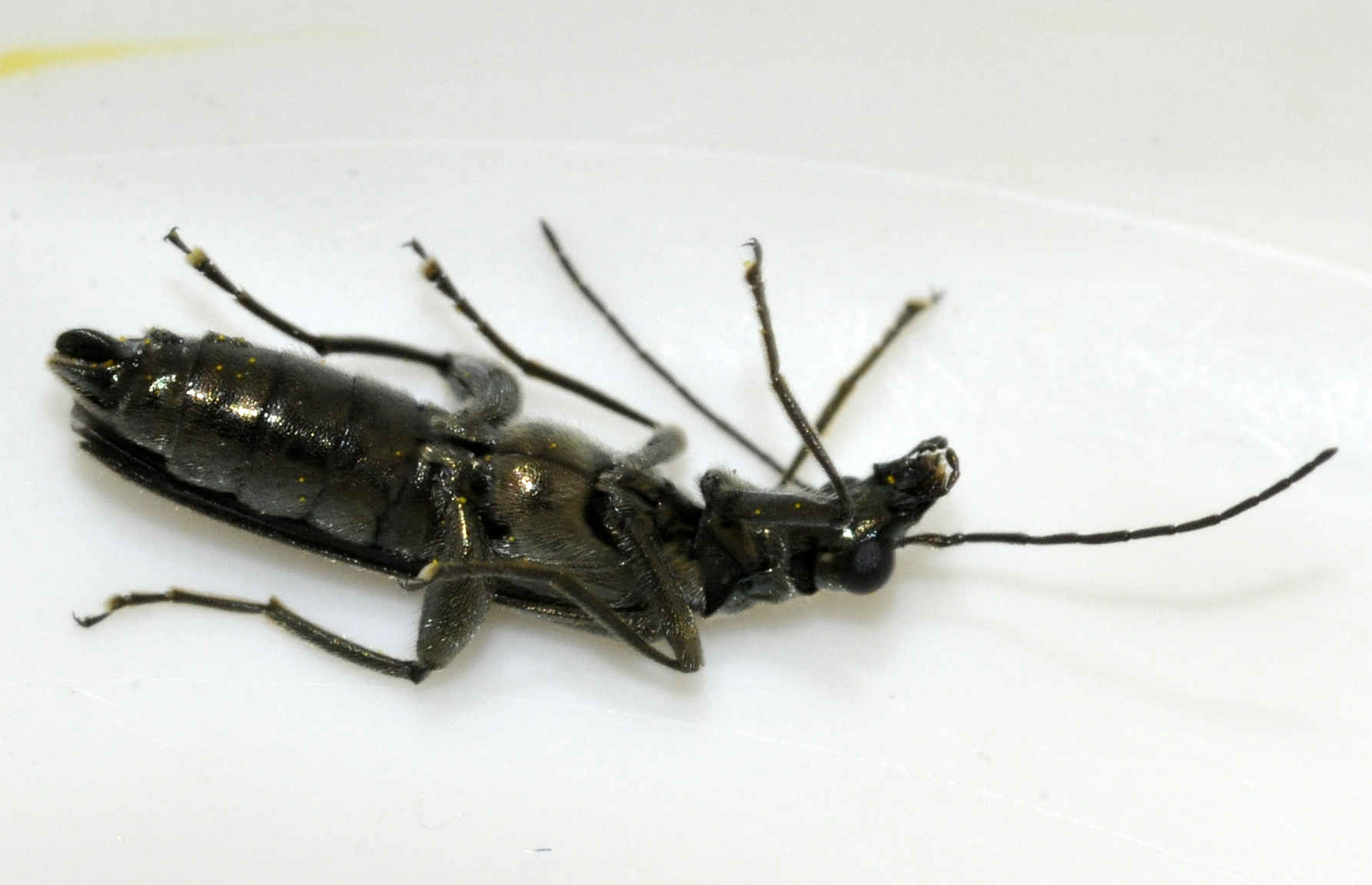
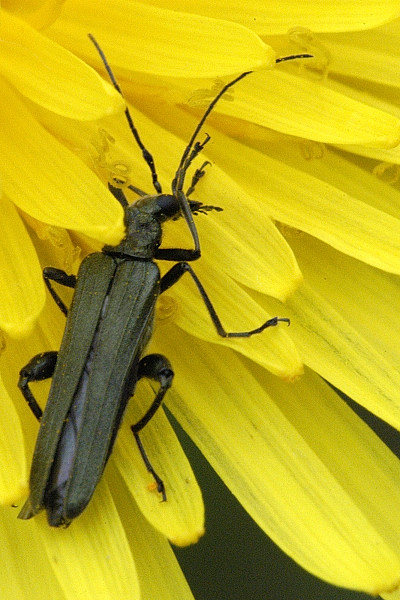
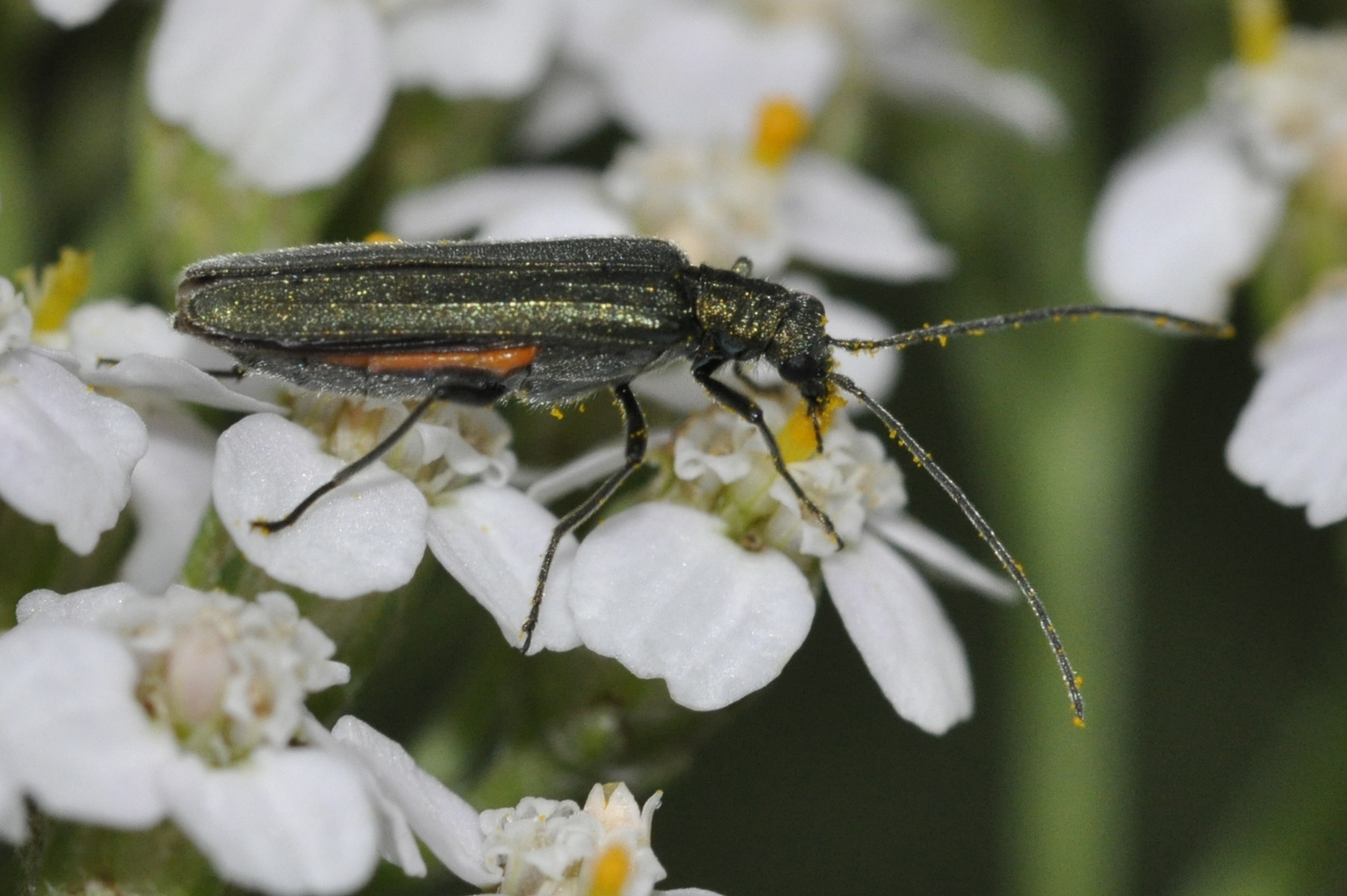

Magyarországon nem védett.